# 薩莫博爾
薩莫博爾是克羅地亞的城鎮，位於該國中部，由薩格勒布縣負責管轄，面積250.73平方公里，最高點海拔高度742米，每年平均降雨量1,078毫米，2011年人口37,607。

## 友好城市
- 德国维尔格斯
- 北馬其頓韋萊斯
- 斯塔里格勒
- 匈牙利佩奇
- 法國Chassieu
- 義大利帕拉比亚戈

## 外部連結
- 官方网站